# Megatoma pubescens
Megatoma pubescens là một loài bọ cánh cứng trong họ Dermestidae. Loài này được Zetterstedt miêu tả khoa học năm 1828.